# Miss Côte d'Ivoire 2015
Miss Côte d'Ivoire 2015, est la 19e édition de Miss Côte d'Ivoire.
La gagnante a reçu un million de FCFA de la Première dame, Dominique Ouattara tandis que la 1re et 2e dauphine ont reçu chacune 500 000 FCFA. Les 23 autres participantes à ce concours ont été aussi récompensées par Dominique Ouattara à hauteur de 3 millions FCFA. Pour la participation de Miss Côte d’Ivoire 2015 à Miss Monde, Dominique Ouattara offre également 10 millions de FCFA.
La gagnante, Andréa Kakou N'Guessan , succède Jennifer Yéo, Miss Côte d'Ivoire 2014.

## Classement final
| Titre                   | Candidates                        |
| ----------------------- | --------------------------------- |
| Miss Côte d'Ivoire 2015 | - Bélier - Andréa Kakou N'Guessan |
| 1re dauphine            | - France - Hyllen Légré           |
| 2e dauphine             | - Gontougo - Alicia Kobenan       |

## Candidates
| Titre régional                        | Nom                    | Âge    | Taille | Élue le                      |
| ------------------------------------- | ---------------------- | ------ | ------ | ---------------------------- |
| Miss Gôh                              | Eunice Koré            | 20 ans | 1,69 m | 28 mars 2015 à Gagnoa        |
| 1re dauphine de Miss Tonkpi           | Andréa Kouamelan       | 20 ans | 1,70 m | 14 février 2015 à Abidjan    |
| Miss Iffou                            | Rahissa Diaby          | 19 ans | 1,76 m | 5 avril 2015 à Dimbokro      |
| Miss Gontougo                         | Alicia Kobena          | 20 ans | 1,80 m | 11 avril 2015 à Bondoukou    |
| Miss San-Pédro                        | Djenebou Cissé         | 22 ans | 1,71 m | 2 mai 2015 à San-Pédro       |
| Miss Haut-Sassandra                   | Laetitia Traoré        | 20 ans | 1,82 m | 28 février 2015 à Daloa      |
| 2e dauphine de Miss Iffou/N'Zi Comoé  | Lidwine Foua           | 18 ans | 1,75 m | 5 avril 2015 à Dimbokro      |
| 1re dauphine de Miss Indénié-Djuablin | Marie-Annick Kouadio   | 22 ans | 1,72 m | 7 mars 2015 à Abengourou     |
| 1re dauphine de Miss Poro             | Paquita Memel          | 20 ans | 1,76 m | 25 avril 2015 à Korhogo      |
| 1re dauphine de Miss Haut-Sassandra   | Laetitia Coulibaly     | 21 ans | 1,77 m | 28 février 2015 à Daloa      |
| 1re dauphine de Miss Gôh              | Andréa Aka             | 18 ans | 1,75 m | 28 mars 2015 à Gagnoa        |
| 1re dauphine de Miss Gbéké            | Carole Kouassi         | 22 ans | 1,74 m | 14 mars 2015 à Abidjan       |
| Miss Lagunes                          | Laurène Koffi          | 22 ans | 1,88 m | 18 avril 2015 à Grand-Bassam |
| Miss Gbéké                            | Félicia Konaté         | 19 ans | 1,79 m | 14 mars 2015 à Abidjan       |
| 1re dauphine de Miss San-Pédro        | Malika Guindo          | 20 ans | 1,80 m | 2 mai 2015 à San-Pédro       |
| 1re dauphine de Miss Lagunes          | Juliette Rusin         | 19 ans | 1,73 m | 18 avril 2015 à Grand-Bassam |
| Miss Indénié-Djuablin                 | Bérénice Yedmel        | 18 ans | 1,84 m | 7 mars 2015 à Abengourou     |
| Miss Sud-Comoé                        | Éléonore Alloko        | 19 ans | 1,80 m | 21 février 2015 à Aboisso    |
| Miss Bélier                           | Andréa Kakou N'Guessan | 22 ans | 1,80 m | 14 mars 2015 à Abidjan       |
| Miss Tonkpi                           | Olivia Tiéraud         | 20 ans | 1,73 m | 14 février 2015 à Abidjan    |
| 1re dauphine de Miss Gontougo         | Carole Kouadio         | 21 ans | 1,72 m | 11 avril 2015 à Bondoukou    |
| Miss Poro                             | Djamila Diarrassouba   | 21 ans | 1,74 m | 25 avril 2015 à Korhogo      |
| 1re dauphine de Miss Sud-Comoé        | Évelyne Fofana         | 20 ans | 1,80 m | 21 février 2015 à Aboisso    |
| 1re dauphine de Miss Bélier           | Séverine Yao           | 22 ans | 1,80 m | 14 mars 2015 à Abidjan       |
| Miss Côte d'Ivoire Italie             | Véronique Camara       | 22 ans | 1,76 m | 2 mai 2015 à Milan           |
| Miss Côte d'Ivoire France             | Hyllen Légré           | 23 ans | 1,77 m | 10 mai 2015 à Paris          |